# Eric Crozier
Pour les articles homonymes, voir Crosier.
Eric Crozier, né le 14 novembre 1914 à Londres et mort le 7 septembre 1994 à Granville en France, est un écrivain, scénariste et metteur en scène britannique. Il est, avec Myfanwy Piper, un des principaux librettistes du compositeur Benjamin Britten avec lequel il fonde l'English Opera Group en 1947 et le Festival d'Aldeburgh en 1948.
Il est marié à la cantatrice Nancy Evans (en) et est décoré de l'ordre de l'Empire britannique en 1991.

## Biographie
Après une formation au Old Vic, il rejoint la troupe du Sadlers Wells Opera durant la Seconde Guerre mondiale. Il y fait la connaissance de Benjamin Britten dont il met en scène le premier opéra, Peter Grimes en 1945. Il écrit pour lui les livrets de Albert Herring (1947), Let's Make an Opera (1948) et Billy Budd (1951) avec E. M. Forster, et met en scène la plupart de ses opéras. 
Il a aussi traduit en anglais différents opéras parmi lesquels Otello, Falstaff ou La traviata de Giuseppe Verdi ou encore Idoménée de Mozart, La Fiancée vendue de Bedřich Smetana et Die Frau ohne Schatten de Richard Strauss.
Il succède à Peter Pears à la tête du Festival d'Aldeburgh.